# Liste der Monuments historiques in Chamigny
Die Liste der Monuments historiques in Chamigny führt die Monuments historiques in der französischen Gemeinde Chamigny auf.

## Liste der Bauwerke
| Bezeichnung       | Beschreibung                  | Standort | Kennzeichnung | Schutzstatus | Datum | Bild           |
| ----------------- | ----------------------------- | -------- | ------------- | ------------ | ----- | -------------- |
| Kirche St-Étienne | Erbaut ab dem 12. Jahrhundert | (Lage)   | PA00086856    | Classé       | 1981  | weitere Bilder |

## Liste der Objekte

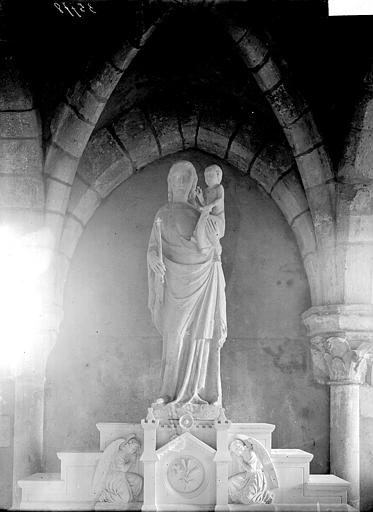
Skulptur Madonna mit Kind (14. Jahrhundert) in der Kirche St-Étienne

- Monuments historiques (Objekte) in Chamigny in der Base Palissy des französischen Kultusministeriums